# Wolfgang Hinze (Schauspieler)
Wolfgang Hinze (* 25. Februar 1935 in Leipzig; † 20. Juli 2022 in München) war ein deutscher Schauspieler und Regisseur.

## Leben
Wolfgang Hinze wuchs in Leipzig und Tübingen auf. Er absolvierte von 1953 bis 1955 eine Schauspielausbildung an der Max-Reinhardt-Schule in Berlin. Es folgten Theaterengagements an den Städtischen Bühnen Krefeld (1955–1957), am Theater Heilbronn (Spielzeit 1957/58), am Staatstheater Saarbrücken (Spielzeit 1958/59) und am Schiller-Theater in Berlin (1960–1963). Hinze spielte in dieser Zeit das klassische Rollenfach des jugendlichen Liebhabers und des jugendlichen Helden. Zu seinen frühen Rollen gehörten unter anderem: Ferdinand in Kabale und Liebe, Orest in Iphigenie auf Tauris, die Titelrolle in Der Prinz von Homburg, die Titelrolle und die Rolle des Marquis von Posa in Friedrich Schillers Don Carlos und der Claudio in Maß für Maß.
Von 1963 bis 1966 war Hinze festes Ensemblemitglied am Staatstheater Wiesbaden. Von 1966 bis 1969 war er unter der Intendanz von Harry Buckwitz an den Städtischen Bühnen Frankfurt engagiert. Es folgte von 1970 bis 1980 ein weiteres festes Engagement am Kölner Schauspielhaus. Hinze war dort unter anderem in mehreren Inszenierungen von Roberto Ciulli zu sehen: als Malvolio in William Shakespeares Was ihr wollt (1973), als Offizier in August Strindbergs Traumspiel (1975), als Calogero in Der große Zauber von Eduardo De Filippo (1977) und 1978 als Christian Maske in Der Snob von Carl Sternheim.
1980 ging Hinze unter der Leitung von Hansgünther Heyme an das Staatstheater Stuttgart, wo er bis 1983 blieb. Von 1983 bis 1986 war er anschließend Mitglied des Düsseldorfer Schauspielhauses. In den 1980er Jahren vollzog Hinze den Wechsel ins Charakterfach. 1982 übernahm er in Stuttgart die Rolle des Dr. Schön in Lulu von Frank Wedekind in einer Inszenierung von Günter Krämer. In der Spielzeit 1985/86 folgte am Düsseldorfer Schauspielhaus die Titelrolle in Professor Bernhardi von Arthur Schnitzler.
Zu Beginn der Spielzeit 1986/87 wechselte Hinze schließlich an das Bayerische Staatsschauspiel in München, dem er bis 2010 als festes Ensemblemitglied angehörte. Später trat er dort noch gelegentlich als Gast auf. Hinze spielte weiterhin auch an den Münchner Kammerspielen. Dort spielte er ab 2007 und erneut auch in der Wiederaufnahme in der Spielzeit 2008/09 die Rolle des Dogen von Venedig in Shakespeares Othello in einer Bearbeitung von Feridun Zaimoglu.
Am Bayerischen Staatsschauspiel war Hinze in den 1980er und 1990er Jahren unter anderem in folgenden Rollen zu sehen: 1988 als Papst in Der Stellvertreter von Rolf Hochhuth, 1990 in der Titelrolle des Cyrano der Bergerac von Edmond Rostand, 1992 in der Titelrolle von Gerhart Hauptmanns Michael Kramer, 1992 als Pastors Manders in Gespenster von Henrik Ibsen, 1993 als Capulet in William Shakespeares Romeo und Julia, 1994 als Gajew in Anton Tschechows Der Kirschgarten, 1995 als König Philipp in Don Carlos und 1997 als Werschinin in Tschechows Drei Schwestern.
1998 verkörperte Hinze die Rolle des Theodor Fontane in dem Film Herztöne, Theodor Fontane und die Frauen seiner Romane von Vera Botterbusch
2008 bei den Europäischen Wochen in Passau spielte Hinze den Karenin in dem Film Anna Karenina, Vom Leben, Lieben und Vergehen von Vera Botterbusch nach dem gleichnamigen Roman von Leo Tolstoi.
1989 gastierte Hinze mit der Titelrolle des Theaterstücks Korbes von Tankred Dorst bei den Mülheimer Theatertagen. Die Aufführung erhielt 1989 den Mülheimer Dramatikerpreis.
Hinze arbeitete gelegentlich auch als Regisseur. 2009 inszenierte er am Theater Die Säule in Duisburg eine Fassung des Don Carlos von Friedrich Schiller.
Die Schwerpunkte von Hinzes künstlerischer Tätigkeit lagen stets beim Theater. Hinze spielte hauptsächlich ab den 1990er Jahren aber auch in einigen Kinofilmen und Fernsehfilmen mit, häufig dabei in Literaturverfilmungen und in Kriminalfilmen. Als herausragende Fernseharbeit gilt insbesondere seine Darstellung des zwielichtigen Mediziners Dr. Graefe in der Tatort-Episode Ausgeklinkt, dem letzten Fall der von Karin Anselm gespielten Kommissarin Hanne Wiegand.
Hinze arbeitete umfangreich als Sprecher für Hörspiele und Hörbücher. Als Rezitator trat er ebenfalls häufig auf.
Wolfgang Hinze starb am 20. Juli 2022 im Alter von 87 Jahren in München.

## Filmographie (Auswahl)
- 1972: Tatort: Kressin und die Frau des Malers (TV-Reihe)
- 1981: Quartett bei Claudia
- 1983: Heinrich Heine – Die zweite Vertreibung aus dem Paradies
- 1988: Tatort: Ausgeklinkt
- 1991: Erfolg
- 1991: Forsthaus Falkenau
- 1991: Peter Strohm
- 1993: Durst
- 1994:  Himmel und Hölle
- 1994: Einer meiner ältesten Freunde
- 1995: Tatort: Blutiger Asphalt
- 1997: Tatort: Das Totenspiel
- 1999: Deine besten Jahre
- 2000: Zwei Brüder – Tod im See
- 2003: Der Bulle von Tölz: Klassentreffen
- 2003: Die Verbrechen des Professor Capellari – Bittere Schokolade
- 2005: Familie Sonnenfeld – Ein Fall für Mama
- 2005: Tatort: Nur ein Spiel
- 2005: Schöni Uussichte – Es lebe la cooperación
- 2006: Zwei am großen See
- 2006: Auf ewig und einen Tag
- 2007: Pfarrer Braun – Das Erbe von Junkersdorf
- 2008: Buddenbrooks
- 2009: Zwei Ärzte sind einer zu viel
- 2009: Liebe und andere Gefahren
- 2010: Liebe vergisst man nicht
- 2012: Die kleine Lady
- 2016: Am Abend aller Tage

## Hörfunk-Features / -Dokumentationen
- 2001: Teurer prachtvoller Old Shatterhand – Marie Hannes und Karl May – Autor: Thomas Gaevert – SWR2 Dschungel, 30 Min.